# Paraceresa biguttata
Paraceresa biguttata är en insektsart som beskrevs av Remes-lenicov 1971. Paraceresa biguttata ingår i släktet Paraceresa och familjen hornstritar. Inga underarter finns listade i Catalogue of Life.